# Проект «Полный цифровой доступ к архивам Лиги Наций»
«Полный цифровой доступ к архивам Лиги Наций» (аббревиатура по-английски: LONTAD (ЛОНТАД)) — это крупномасштабный проект оцифровки, финансируемый за счет грантов, задачей которого является сохранение и предоставление онлайн-доступа к архивам Лиги Наций. Основная цель проекта — модернизировать доступ к архивам для исследователей, образовательных учреждений и широкой общественности. Результатом проекта станет 250 терабайт данных (около 30 миллионов цифровых файлов), более 500 000 единиц описательных метаданных, а также повторное упорядочивание, презервация и консервация физических архивов (почти 3 погонных километра). Проект находится под управлением Секции институциональной памяти Библиотеки Отделения Организации Объединённых Наций в Женеве. Запущенный в 2017 году, проект планируется завершить в 2022 году.

## Архивы Лиги Наций
Архивы Лиги Наций состоят примерно из 15 миллионов страниц содержания, и датируется с момента создания Лиги Наций в 1919 году и до конца распада Лиги, который начался в 1946 году. Эта архивная коллекция хранится в Отделении Организации Объединённых Наций в Женеве и считается исторической коллекцией Архивов Организации Объединённых Наций в Женеве.

## Рабочий процесс проекта
В рамках оцифровки, цифровой и физической презервации и онлайн-доступа, проект разделен на три основные части: подготовка к сканированию, сканирование и пост-цифровая обработка. Каждая из трех частей проекта находится и проводится под контролем своей собственной специализированной команды.

### Подготовка к сканированию

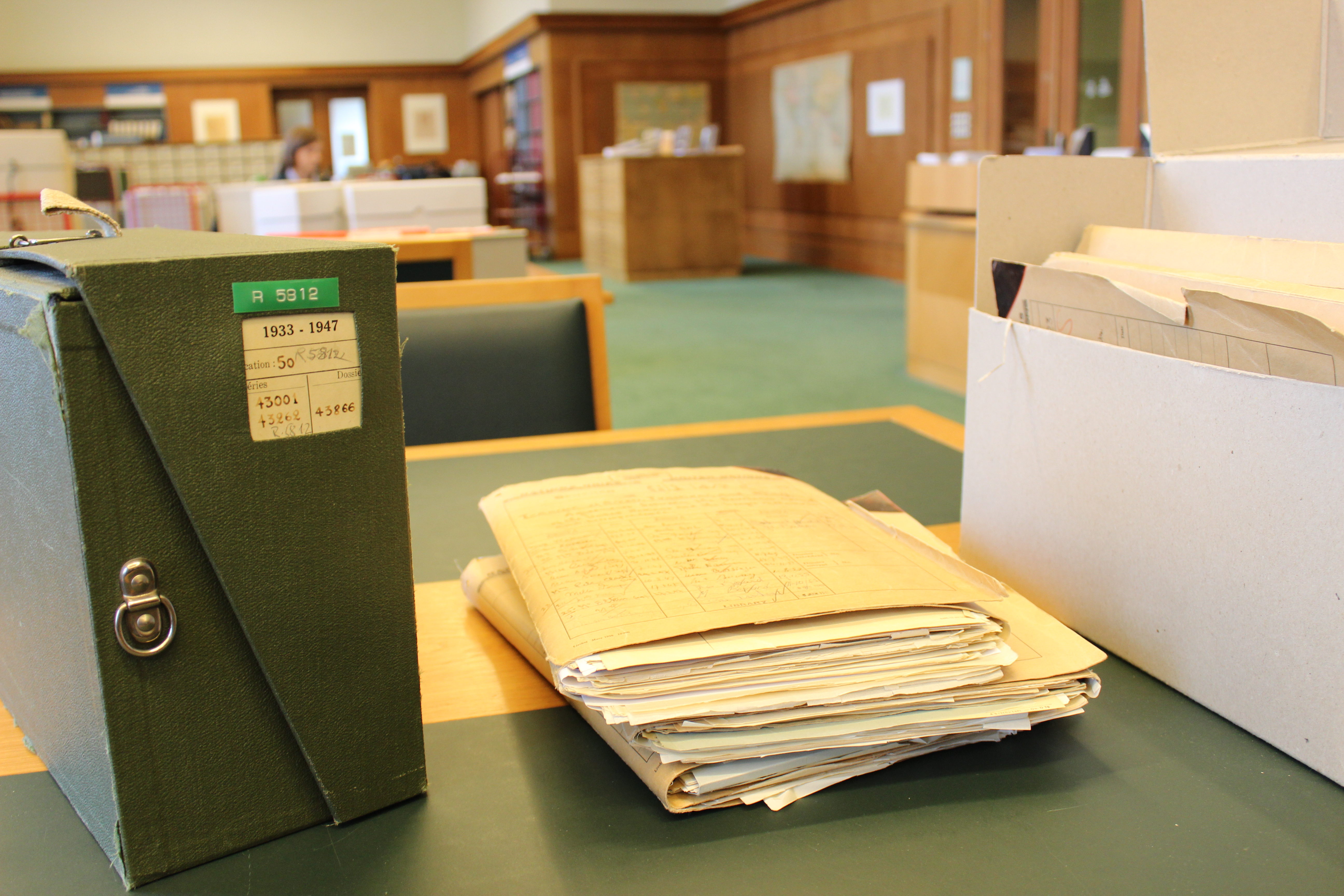
Образец коробки и документов из архивов Лиги Наций. Темно-зеленая коробка — это один из многих оригиналов, которые будут заменены на бескислотные архивные коробки во время подготовки к оцифровке.

Действия по подготовке к сканированию в первую очередь сосредоточены на физической подготовке и консервационной обработке документов. Команда по подготовке к сканированию выполняет ремонт и стабилизацию разорванной бумаги, размещает материалы в защитных камерах чтобы обеспечить их долгосрочную стабилизацию, и изолирует любые фотографии с помощью защитной фотобумаги. Затем архивы сортируются, упорядочиваются и индексируются в соответствии со стандартами проекта, и инвентаризируются в системе управления архивами.

### Сканирование
ЛОНТАД тесно сотрудничает с внешней специализированной компанией по сканированию которая использует накладные сканеры, предназначенные для оцифровки культурного наследия. После завершения сканирования созданные мастер-файлы (формат JPEG-2000), и файлы доступа (PDF), обработанные с помощью оптического распознавания символов (OCR,), передаются команде пост-оцифровки.

### Пост-цифровая обработка
Действия после оцифровки в основном сосредоточены на контроле качества и создании метаданных. Команда по пост-цифровой обработке выполняет контроль качества отсканированных изображений, а также физический контроль качества документов (на выборочной основе), чтобы гарантировать их длительную сохранность.
Создание метаданных состоит из архивного описания и индексации. Создаваемые описательные метаданные служат ключевым компонентом для обеспечения доступа к цифровой коллекции. Команда по пост-цифровой обработке также работает над стандартизацией и документированием процессов описания и использует метод «MoSCow» для контроля качества метаданных и их исправления.
Команда пост-оцифровки обеспечивает онлайн-публикацию в системе цифрового доступа, загружает цифровые файлы в систему цифрового хранения и координирует некоторые функции по распространению информации проекта, такие как Twitter и талисман проекта Лонтадиньо (по-английски : Lontadinho).

## Научно-исследовательские цели
Проект ЛОНТАД призван сделать архивы Лиги Наций более доступными для исследователей. Проект стремится сделать это в рамках трех научно-исследовательских целей: мобилизация знаний и обеспечение глобального доступа; обеспечение полного и единого доступа с помощью архивного описания, соответствующего стандарту ISAD (G); и, предоставление новых возможностей для научных исследований, особенно в области цифровых гуманитарных наук.